# Dicra insignicornis
Dicra insignicornis är en skalbaggsart som beskrevs av Fauvel 1906. Dicra insignicornis ingår i släktet Dicra och familjen långhorningar. Inga underarter finns listade i Catalogue of Life.